# Ірландські очі
«Ірландські очі» (англ. Irish Eyes) — американська драма режисера Вільяма С. Доулана 1918 року.

## У ролях
- Полін Старк — Пеггін О'Баррі
- Ворд Колфілд — О'Баррі
- Вірджинія Вер — Молл О'Баррі
- Гас Савілл — Джеррі О'Флінн
- Джо Кінг — сер Артур Ормсбі
- Юджин Барр — Гай Ормсбі
- Рей Годфрі — Кітті Бріс
- Рой Стюарт — незначна роль